# Линда Торен
Линда Торен (на шведски: Linda Thorén) е шведска порнографска актриса.
Родена е на 24 септември 1977 г. в град Йорншьолдсвик, Швеция.

## Кариера
Дебютира като актриса в порнографската индустрия през 1996 г.
Снима се в порнофилми в Европа, САЩ и Япония.
Изявява се и като стриптизьорка в клубове в Швеция и Франция.

## Награди
- 1997: Награда на Международния еротичен филмов фестивал в Барселона за международна звезда на годината.[1]